# José Nicolau y Bartomeu
José Nicolau y Bartomeu fue un pintor y grabador español del siglo XIX.

## Biografía
Nacido en Barcelona, se dio a conocer en los comienzos de la segunda mitad del siglo XIX. Fue alumno de la Escuela de Bellas Artes de la capital catalana, en la que obtuvo diferentes premios, y recibió también las lecciones de José Serra. En los primeros años de su carrera artística alternaba los estudios de la pintura con el ejercicio de la litografía. Llevó la Exposición de Bellas Artes celebrada en Barcelona en 1866 una Marina, costas de Cataluña, buena al decir de los periódicos.
En 1868 marchó a París, capital en la que trabajó, para diferentes publicaciones, grabados de láminas y litografías, y en 1870 regresó a Barcelona y posteriormente se trasladó a Madrid, llevando a la Exposición Nacional de 1871 un cuadro al óleo titulado Después del baile, y un grabado al agua fuerte, hecho en París, para la obra Museo Universal. El cuadro lo adquirió José Gil Dorregaray, para quien hizo también varios dibujos y acuarelas, reproducidos muchos de estos trabajos en litografías, grabados y cromos. Cuando reapareció la obra Monumentos arquitectónicos de España hizo algunos grabados en cobre para la misma. Fue colaborador de otras publicaciones de carácter artístico, una de ellas la Historia de España editada por la editorial Montaner y Simón, y para el Tratado de Dibujo de Borrell.
Fue uno de los fundadores de la Sociedad La Acuarela, y su presidente. En las Exposiciones celebradas en dicha Sociedad y en el Círculo de Bellas Artes presentó, además de otros trabajos, Un negro, Un guardián del serrallo,  Cabeza de Séneca, Alrededores de Madrid: ¿Volverá?, Aragoneses tirando la barra, Un leñador, En la ausencia, Cabeza de San Juan Bautista, Mimos desagradecidos, La chula y Ribera del Manzanares. En 1883 ganó, mediante oposición, la cátedra de Grabado en dulce de la Escuela de Bellas Artes de Barcelona. A comienzos de la década de 1890 era individuo de la Academia de Bellas Artes de dicha ciudad. Fue miembro del Foment Catalanista, ejerciendo en esta asociación de vocal de la junta directiva y de presidente de la Comisión de Fiestas.